# Рогњеда Рогволодовна
Рогњеда Рогволодовна, Горислава (рус. Рогнѣдь, од [[староскандинавског имена Ragnheiðr рођена око 962 или 966 — преминула 1000) је кнегиња Полоцка, кћерка првог кнеза описаног у летописима – кнеза Рогволода Полоцког, и једна од жена великог кнеза Владимира Свјатославича Кијевског.

## Летопис
Рогњеда је кћерка кнеза Рогволода Полоцког. Судећи по летописима, намеравали су да постану њени савезници (и супружници) Јарополк, кнез Кијевски и Владимир, кнез Новгородски (двојица браће у рату за власт). Верује се да је кнез Владимир кренуо да проси Рогњеду, а она је већ била испрошена за Јарополка. Када су у Полоцк дошли Владимирови сватови, Рогволод је запитао кћерку да ли хоће да се уда за Владимира, а Рогњеда је одбила брак одговоривши: Нећу да изујем робињиног сина, али за Јарополка хоћу – назвавши Владимира робињиним сином (његова мајка је била дворјанка-економка кнегиње Олге).
Када су сватови саопштили Владимировом стрицу Добрињи Рогњедин одговор, он је са војском састављеном од Варјага, Новгородаца, Чудза и изборско-псковских Кривича дошао под Полоцк. Рогњеда је тада била спремна да отпутује код Јарополка. Рогволод је пошао у борбу, претрпео је пораз и закључао се унутар зидина града. Полоцк је освојен у пролеће 978. године, а Рогволод, његова два сина, супруга и Рогњеда су заробљени. Добриња је понижавао Рогволода и Рогњеду, подсећао је на речи о робињином сину и наредио је Владимиру да је силује пред оцем и мајком. После тога су Рогволод, његова жена и синови били убијени.
Погрешно је веровати да увредљиве речи упућене Владимиру долазе од саме Рогњеде, и да су баш оне биле узрок рата. У борби за власт између Јарополка и Владимира, Полацк је био важно место - као и по положају и по броју војника које је имао. Дакле, одговор Рогњеде сведочи о политичком избору Рогволода у корист Кијева, што је директно водило у рат са Новгородом.
Убрзо је 11. јуна 978. године, Владимир постао велики кнез Кијевски и убио је свог брата Јарополка. У Кијеву је уприличена његова свадба са Рогњедом (која му је била друга супруга), а дао јој је и ново име – Горислава, које је сведочило о поразу Полоцка. Рогњеда-Горислава је живела у сеоцету на реци Либеди под Кијевом.
Пошто је планирао да се ожени византијском принцезом Аном, Владимир је морао да прими хришћанску веру и да се разведе са Рогњедом. То је било око 986. године. Отприлике је тих година уследио Рогњедин покушај убиства Владимира 985—986. 
По предању, да би се осветила, Рогњеда је покушала да убије Владимира док је спавао. Он је успео да избегне смрт и одлучио да убије њу, али се у тај сукоб умешао њихов малолетни син Изјаслав и одбранио мајку. После саветовања са бојарима, Владимир је вратио Рогњеду натраг у Полоцк и тако се развео од ње, а за сина Изјаслава је саградио град Изјаслављ (данас Заславље).
По предању, Рогњеда је одбила да се уда по други пут и замонашила се под именом Анастасија. Будући да је предање настало касније, његов садржај изазива сумње. Узмимо у обзир и скандинавске митове, који имају врло сличну структуру као ова легенда. У скандинавским митовима - владарева кћи бира између двојице младића (један је племенитог рода, други је робињин син). Одлучује се са младића племенитог рода. Као последица тога, њен град бива освојен, а она пада у ропство.

## Лик у уметности
Судбина и личност Рогњеде су одувек импресионирали уметнике, песнике и музичаре. О Рогњеди су писали поеме и песме К. Риљејев, Тарас Шевченко, Јанка Купала. Уметници А. Ласенко и С. Грибков су осликали платна Владимир и Рогњеда и Љубомора Рогњеде. Композитор А. Серов је напосао оперу Рогњеда, чије је премијера одржана са великим успехом у Маринском позоришту 1865. године.

### У књижевности
- Бондар, Т. Рагнеда: паэма // Чырвоны месяц года. — Мінск, 1985. — С.84—125.
- Вольскі, А. В. Выгнанне Рагнеды: паэма // Наваселле дрэў. — Мінск, 1990. — С. 99—123.
- Іпатава, В. Рагнеда: верш // Крыніца. — 1997. — № 9. — С. 22—23.
- Крэчэўскі, П. Рагнеда: гістарычная драма Х ст. у 4 актах з пралогам // Спадчына. — 1993. — № 3. — С. 16—30.
- Рылеев, К. Ф. Рогнеда: поэма // Полоцкій летописец. — 1992. — № 1. — С. 87—89.
- Случанін, Л. Рагнеда: паэма. — Вільня, 1944; Сідней, 1958; Спадчына, 1991, № 1.
- Тарасаў, К. Тры жыцці княгіні Рагнеды: аповесць.
- Дудараў, А. Палачанка: вершаваная драма. — 1998.

### У позоришту
- балет Страсти (Рогњеда), В. Језизарјев и А. Мазивани - освојили су Државну награду Републике Белорусије 1996. године.

### На филму
- Рогњеда 1911, Русија, режисер Владимит Кривцов, на основу драме А. Амфитеатрова. У улози Рогњеде – Јелена Уверова.
- филм Јарослав Мудри, 1981, СССР, режисер Игор Кохан, у улози Рогњеде – Раиса Степановна Недошковска.
- Филм Владимир Свети, 1993, Русија, режисер Јуриј Томошевски, у улози Рогњеде – Наталија Јурјевна Данилова.
- филм Викинг, 2016, Русија, режисер Андреј Јурјевич Кравчук, у улози Рогњеде – Александра Николајевна Бортич.

## Галерија
- Рогњеда покушава да убије Владимира. Б. А. Чориков. 1836. Гравура.
- Лала «Рогњеда». Ботаничка башта у Минску.
- Улица Рогњидинска. Кијев.

## Везе са Србијом
РТС1 је 2018. године откупио права на приказивање филма Викинг и емитовао га са преводом на српски језик. 
У збирци песама Наслеђе белоруског песника Јанка Купале, преведеној на српски језик налази се и поема Горислава. Књига је изашла 2020. године у издању издавачке куће Алма. Избор поезије и поговор збирци написао је проф. др Иван Чарота, а поезију је са белоруског језика превела Дајана Лазаревић.